# HP-87
O HP-87 foi um microcomputador fabricado pela empresa estadunidense HP no início dos anos 1980 e vendido por um preço inicial de US$ 2.495,00 (87) e US$ 2.995,00 (87XM). Apesar da numeração, foi o sucessor do HP-85 e precedeu o HP-86. Ambas as versões possuíam um monitor de vídeo monocromático de 9" incorporado ao gabinete.

## Características
Da mesma forma que os outros micros da série 8X, o HP-87 usava uma UCP NMOS de 8 bits operando em BCD e rodando a escassos 625 kHz. A principal diferença entre o 87 e o 87XM é que o primeiro possuía 32 KiB de RAM, enquanto que o segundo apresentava 128 KiB.

## Especificações técnicas
- Teclado: mecânico, 91 teclas (com teclado numérico reduzido e teclas de função)
- Display:
  - 80 X 16/24 texto
  - 544 X 240 (gráfico, monocromático)
- Portas:
  - 4 slots de expansão
  - 1 porta HP-IB
- Armazenamento:
  - Unidades de disquete externas